# Dominick Pizzonia
Dominick "Skinny Dom" Pizzonia (nacido el 19 de noviembre de 1941) es un mafioso neoyorquino y capitán de la familia criminal Gambino que fue sicario y prestamista. Pizzonia participó supuestamente en varios asesinatos de alto nivel.

## Primeros años y ascenso
Nacido en la sección Ozone Park de Queens, Pizzonia comenzó a trabajar para la familia Gambino como miembro de la cuadrilla del entonces caporegime John Gotti. Le llamaban "Skinny Dom" para distinguirse del mafioso Gambino Dominick "Fat Dom" Borghese.
El 16 de diciembre de 1985, participó en los asesinatos del jefe de los Gambino Paul Castellano y del subjefe Thomas Bilotti a la salida del Sparks Steak House. Tras el asesinato de Castellano, Gotti asumió el mando de la familia. 
En junio de 1988, Pizzonia presuntamente asesinó al mafioso Frank Boccia a petición de la familia. Los Gambino ordenaron el asesinato de Boccia porque había golpeado a su suegra, la esposa del mafioso encarcelado Anthony Ruggiano. Pizzonia y Alfred Congiglio, socio de los Gambino, atrajeron a Boccia a un club social, lo mataron, subieron su cuerpo a un barco y lo arrojaron al océano frente a la ciudad de Nueva York. El cuerpo de Boccia nunca fue recuperado.
El 24 de diciembre de 1988, como recompensa por los asesinatos de Castellano y Boccia, los Gambino permitieron que Pizzonia se convirtiera en un made man, o miembro de pleno derecho, en la familia.
En 1992, Pizzonia participó en el asesinato de Thomas Uva y su esposa Rosemarie.  Anteriormente, ese mismo año, los Uva habían robado en varios clubes sociales pertenecientes a las familias del crimen Gambino, Bonanno y Colombo. Pizzonia estaba especialmente enfadado con los Uvas porque robaron en dos ocasiones el Bergin Hunt and Fish Club de Gotti en Ozone Park, que él dirigía. El 24 de diciembre de 1992, Pizzonia y el mafioso Ronnie Trucchio localizaron a los Uvas. La pareja estaba sentada en su coche en un semáforo de Ozone Park cuando ambes les dispararon y mataron.
En 1995, Pizzonia se convirtió en el jefe de una operación Gambino de apuestas y más tarde sustituyó a Peter Gotti como capo.

## Convicción
El 22 de septiembre de 2005, Pizzonia y Trucchio fueron acusados del asesinato de Boccia en 1988 y de los asesinatos de Uva en 1992. En mayo de 2007, un jurado federal condenó a Pizzonia por un cargo de crimen organizado y por conspiración para cometer los asesinatos de Uva. Fue absuelto de los tres cargos de asesinato. Como Pizzonia ya se había declarado culpable de un cargo de juego ilegal antes del juicio, el único acto de conspiración fue suficiente para condenarlo. El 5 de septiembre de 2007, Pizzonia fue condenado a 15 años de prisión federal.
En noviembre de 2016, Pizzonia cumplía su condena en la Institución Correccional Federal (FCI) de Butner, en Butner, Carolina del Norte.  Se le asignó el número de recluso federal 60254-053.  Pizzonia tenía 78 años cuando fue liberado el 15 de noviembre de 2019.  Su fecha de liberación prevista había sido el 28 de febrero de 2020.
Dominick Pizzonia (Skinny Dom) fue interpretado por Joseph R. Gannascoli en el drama criminal de 2014 Rob the Mob.